# Pasolini (filme)
Pasolini é um filme de drama franco-italiano de 2014 dirigido por Abel Ferrara e roteirizado por Maurizio Braucci. O filme mostra os últimos dias de vida do cineasta e escritor italiano Pier Paolo Pasolini. A produção foi selecionada para competir pelo Leão de Ouro no sétimo primeiro Festival Internacional de Cinema de Veneza. Foi exibido na seção de Apresentações Especiais no Festival Internacional de Cinema de Toronto de 2014.